# Київський літературно-меморіальний музей Максима Рильського
Київський літературно-меморіальний музей Максима Рильського — літературно-меморіальний музей, присвячений українському поетові, перекладачеві і громадському діячеві Максиму Тадейовичу Рильському, розміщений у його будинку в київській місцевості Голосіїв.

## Загальна інформація

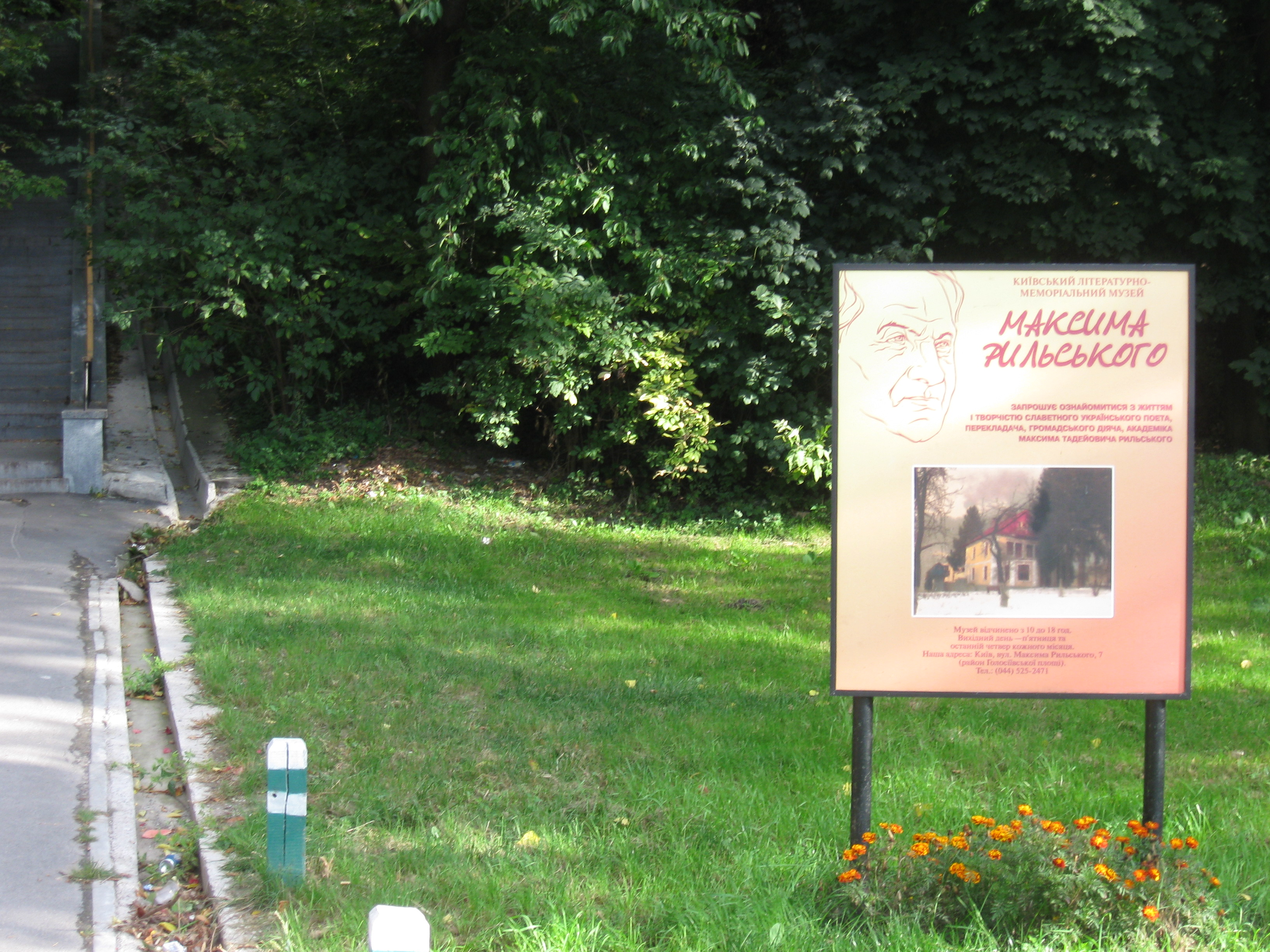
Інфостенд музею біля Оріхуватського ставка в Голосіївському парку

Київський літературно-меморіальний музей Максима Рильського розташований у будиночку на мальовничих схилах Голосієва, де пройшли останні 13 років життя Максима Рильського (1951—1964), де він створив свої поетичні перлини — збірки «Троянди й виноград», «Зимові записи», «Вечірні розмови» тощо. Двоповерховий з горищем будинок зведений за проєктом архітекторки Аріадни Лободи і за участі самого Максима Тадейовича. Тут бували, як за життя поета, так і вже в музеї, чимало видатних діячів української культури, митців-початківців, проводилися різноманітні заходи.
Навколо будинку — сад і квітники, посаджені Максимом Рильським. Перед будинком уже після відкриття закладу було встановлено погруддя поету.
Адреса музею: вул. Максима Рильського, 7, м. Київ (Україна). Заклад працює з 10:00 до 18:00 щодня (вихідні — кожна п'ятниця й останній четвер щомісяця). Вартість квитка для відвідання закладу (станом на 1 жовтня 2009 року) становить 5 грн (для школярів), 10 грн (для студентів), 15 грн (для дорослих); за додаткову плату можна замовити екскурсійний супровід.

## З історії музею
Музей Максима Рильського в Києві заснований 4 травня 1966 року. Активну участь у його створенні взяли сини поета Богдан та Георгій, а також колеги і особисті друзі Максима Рильського — академік О. Дейч, поети М. Тихонов, О. Твардовський, М. Ісаковський та відомий оперний співак І. Козловський.
Перших своїх відвідувачів Київський літературно-меморіальний музей Максима Рильського прийняв улітку 1968 року. А загалом упродовж свого 40-річного існування заклад прийняв понад 1 мільйон відвідувачів.
Експозицію в музеї змінювали, коригували й доповнювали тричі — під час створення (1968), у 1985 році, а також уже за незалежності України 2006 року.

## Експозиція
У колекції Київського літературно-меморіального музею Максима Рильського — речі, які оточували митця за його життя, велика кількість рукописів, а також особиста бібліотека поета, зокрема й книги, підписані авторами. Музей, який працює у будинку поета, поєднує в собі як меморіальні, так й біографічні риси. Експозиція розмістилась у 8 кімнатах — музейних залах:

### Перший поверх

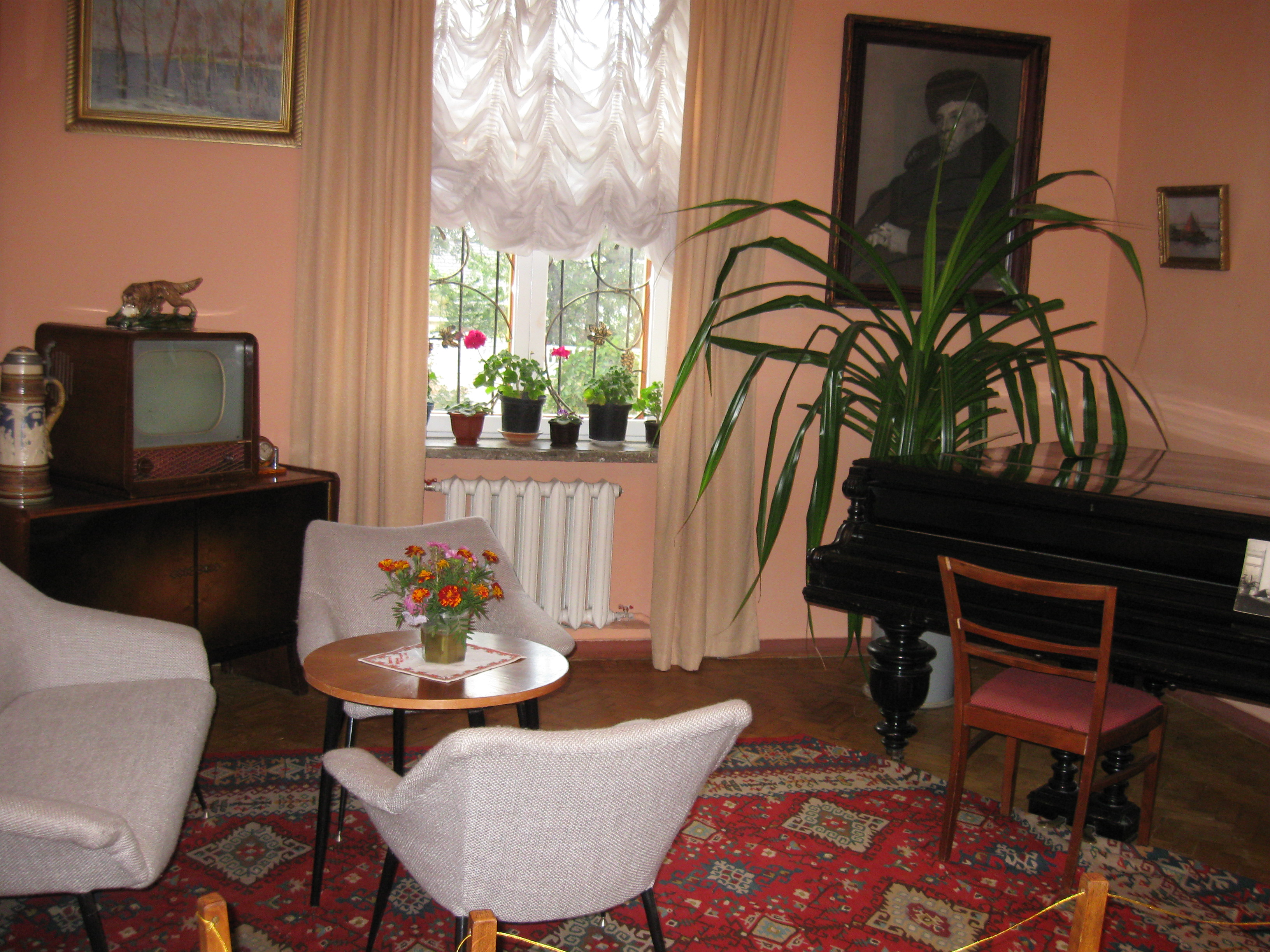
Вітальня Максима Рильського

- Перша зала є меморіальною, тут збережена обстановка вітальні Максима Рильського, де він любив приймати своїх гостей. Чільне місце займає рояль, на якому поет залюбки грав і акомпонував. Тут же можна побачити деякі подарунки від друзів і знайомих, прихильників творчості Рильського, трудових і творчих колективів. У проході за вітальнею зараз розмістилась вітрина з деякими особистими речами Максима Тадейовича, також тут знаходиться виставкова вітрина, куди поміщаються предмети і документи з нагоди якихось особливих дат з життя, як самого Рильського, так і держави в цілому, інших майстрів українського художнього слова. Збережено обстановку і у спальні поета (2-а кімната).
- Відразу 2 кімнати займає бібліотека Максима Рильського — вона є прижиттєвою, і тому охочі з цікавістю можуть відкрити для себе, наскільки широким був світогляд поета і людини Рильського. Так, окрім великих стелажів з томами класичної і сучасної поетові української, російської, білоруської, польської (усі в оригіналах), тут представлена також світова поезія, фольклор, літературознавство і критика, наукові записки літературознавчих і культурологічних установ, а також література краєзнавчого спрямування і з мисливства (поет був завзятим мисливцем). Чимало книг у бібліотеці поета з автографами авторів.

### Другий поверх

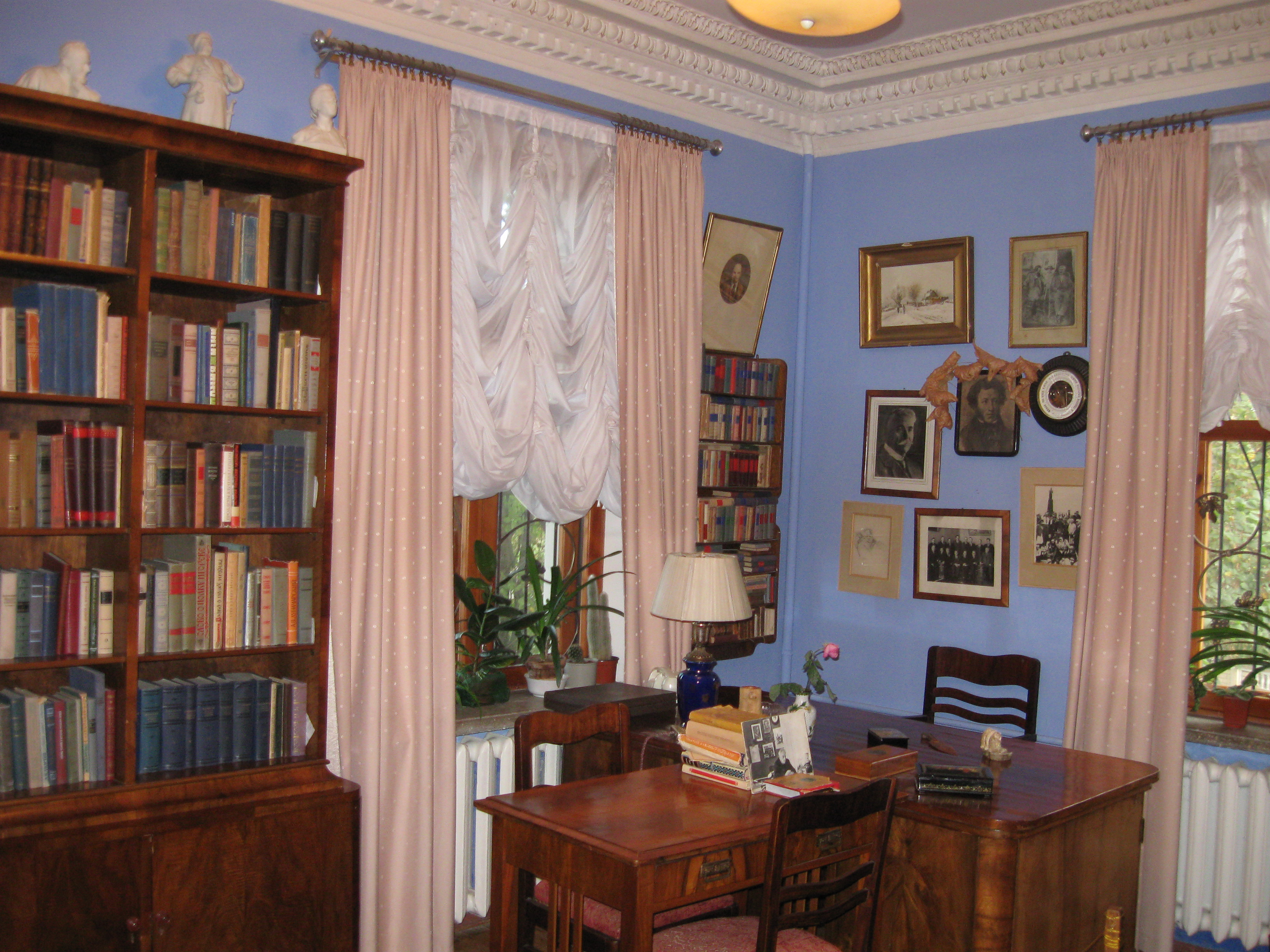
Кабінет поета

- Особливе значення має кабінет Максима Рильського — його обстановку також збережено за можливістю ретельно. Привертають увагу робочий стіл Максима Тадейовича, мала бібліотека поета (російські і українські академічні бібліотеки поета), стелажі з енциклопедичною та довідковою літературою (М. Рильський був одним з українських поліглотів і найкращих перекладачів, тому фактично «під рукою» в нього були найкращі тогочасні словники, також енциклопедії, зокрема російськомовні Велика Радянська та Брокгауза і Ефрона), «мисливський куток» з мисливською зброєю та опудалами тварин;
- Наступні 3 зали є біографічними. Перші 2 містять матеріали — документи і предмети, що розповідають про родину, виховання, навчання і молоді роки Максима Рильського (1-а зала), а також, у 2-й залі, про життя і творчий шлях само́го поета (зокрема, рідкісні раніше свідчення про арешт поета в 1931 році НКВСівцями) й у книжковій шафі окремі зразки величезного доробку Максима Рильського-перекладача. У третій залі представлено велику бібліотеку, передану відомим критиком академіком О.Й Дейчем, особистим другом М. Рильського — тут і книжки, над якими працювали колеги разом, і численні літературознавчі, довідникові, енциклопедичні видання, що містять інформацію про Максима Рильського.

Особливу цінність, крім особистих речей Максима Рильського, в музеї являють рукописи його творів, кореспонденція поета, твори образотворчого мистецтва 1940—1960-х років, кіно- і фотодокументи. У музеї також можна прослухати записи голосу поета.
Київський літературно-меморіальний музей Максима Рильського — це унікальна колекція спадщини Максима Тадейовича Рильського.

## Фестиваль «Відкриті небеса»

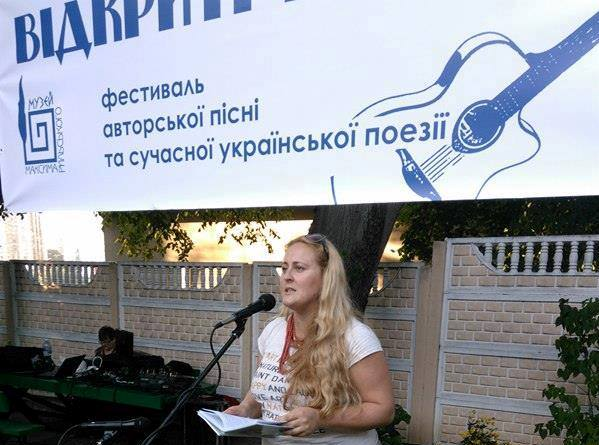
Свої твори читає письменниця Тата Рівна, 6 серпня 2016

6 серпня 2016 року на галявині музею відбувся пісенно-поетичний фестиваль «Відкриті небеса».

## Галерея

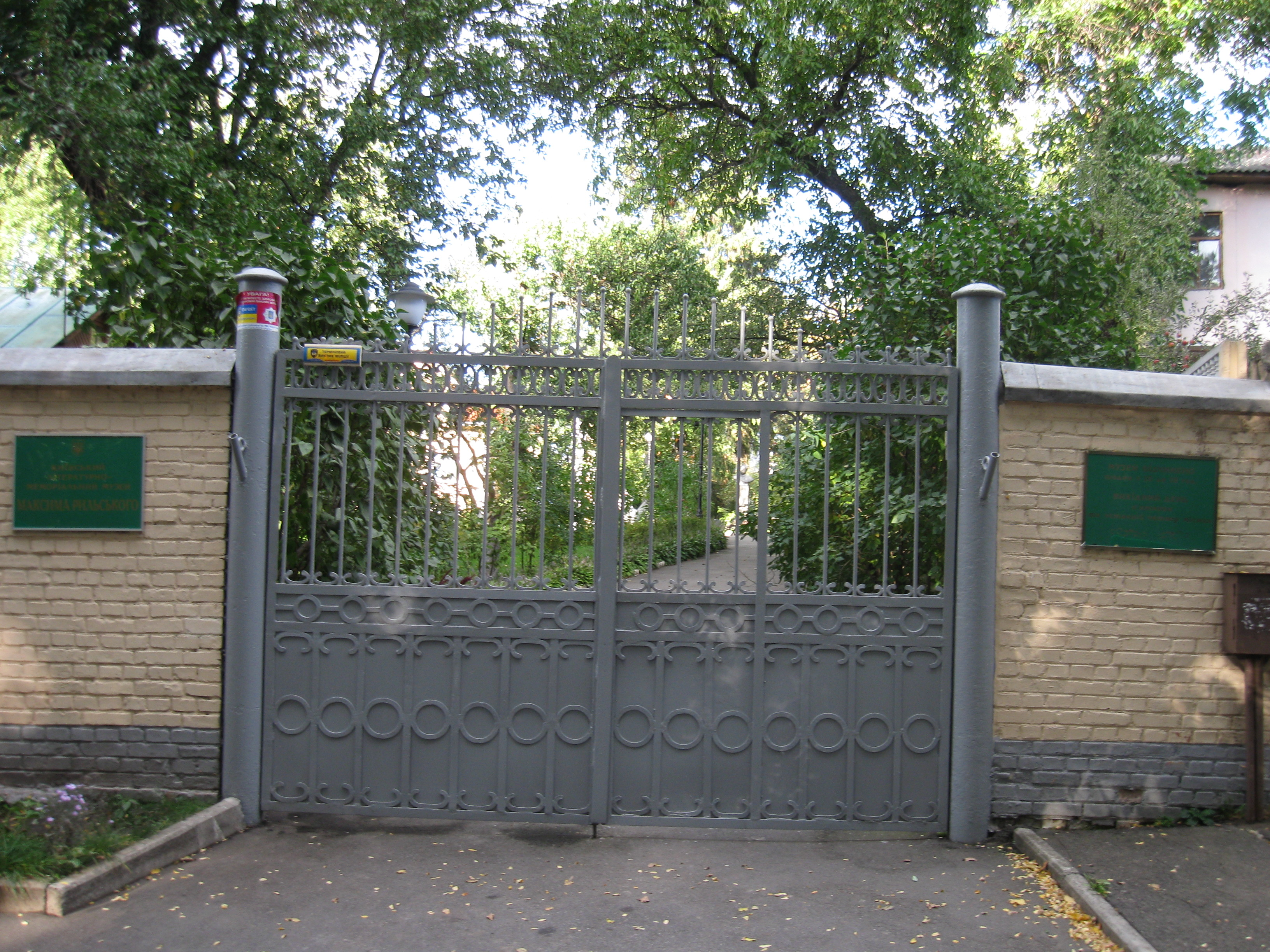
Вхідна брама музею
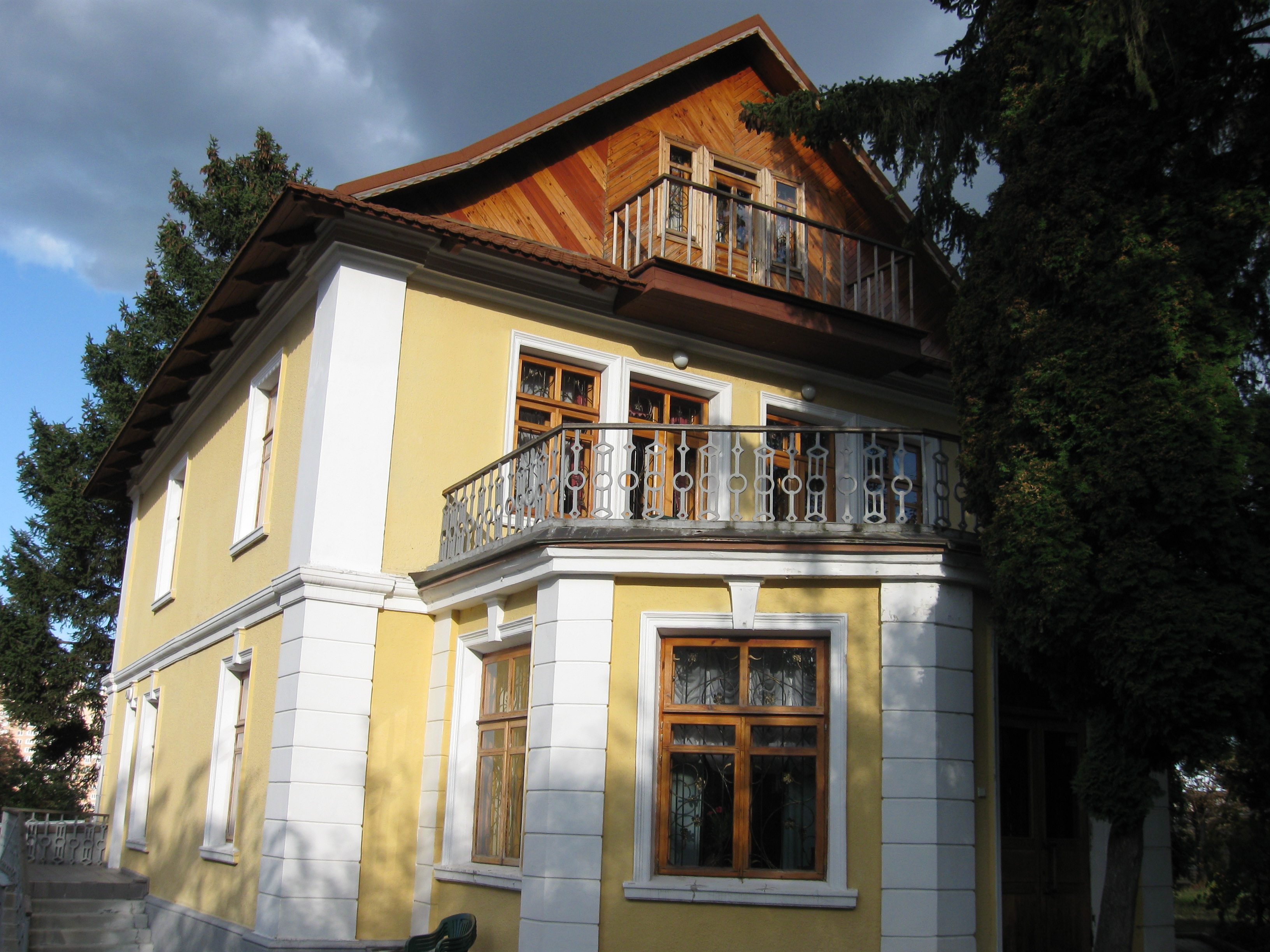
Будинок поета
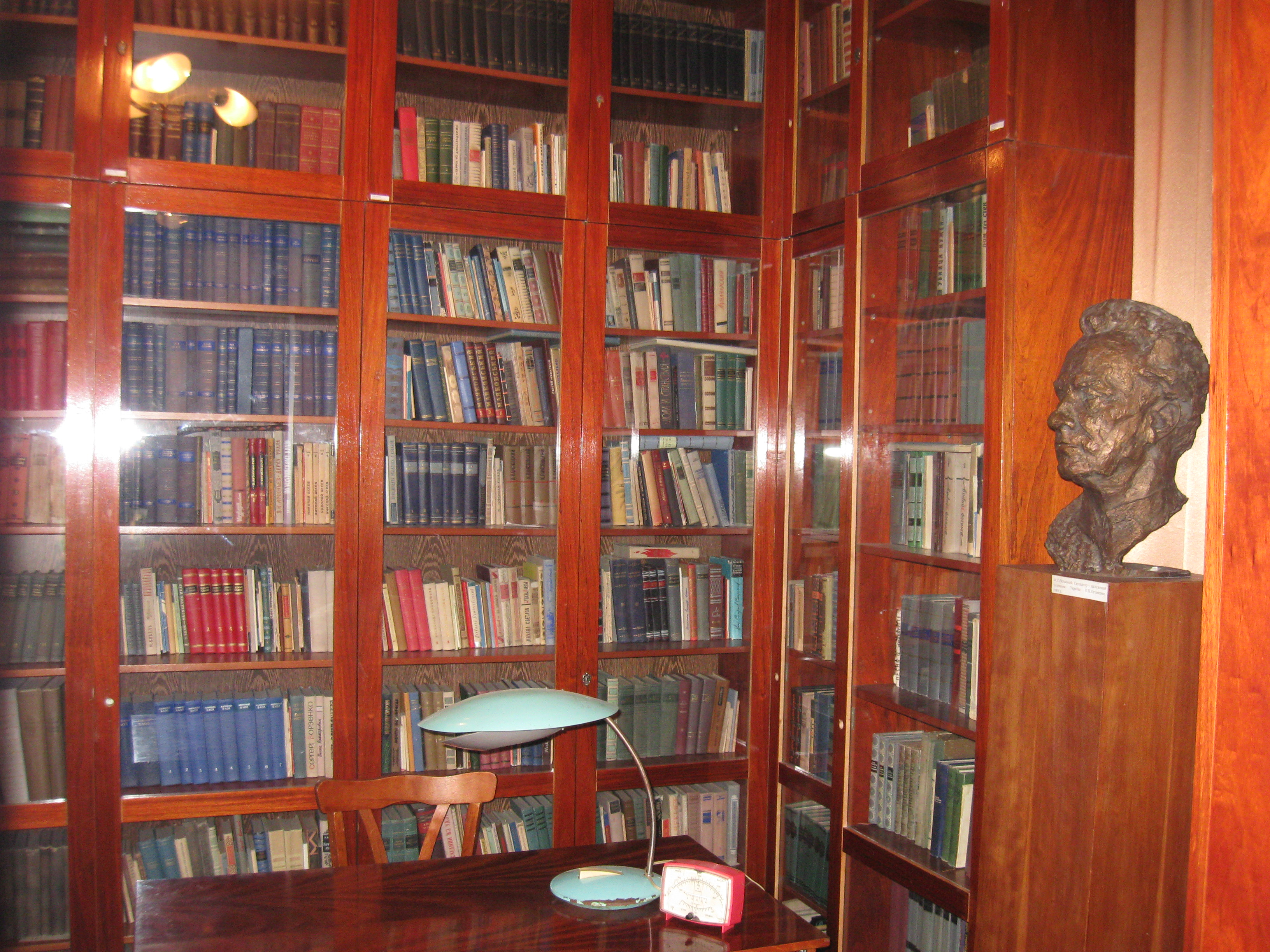
У бібліотеці поета
Погруддя поета на території музею

## Виноски
1. ↑  Архітекторка Аріадна Лобода, 2006.
2. ↑  Тихий Іван 40 років тому Київський літературно-меморіальний музей Максима Рильського прийняв перших відвідувачів[недоступне посилання] // інф. Укрінформ за 14 липня 2008 року
3. ↑  Рильського М. Т. музей // Київ (енциклопедичний довідник) (за ред. А. В. Кудрицького)., К.: УРЕ, 1981, стор. 524